# Marcial Garay
Marcial Alberto Garay (nacido en Encarnación, el 29 de abril de 1968) es un exfutbolista paraguayo que jugó como delantero. Jugó tres partidos con la selección nacional de Paraguay entre 1993 y 1995. También formó parte de la selección de Paraguay para la Copa América de 1993.

## Clubes

### Como jugador
| Club                  | País     | Año         |
| --------------------- | -------- | ----------- |
| Club Sportivo Luqueño | Paraguay | 1992 - 1993 |
| Atlético Morelia      | México   | 1993 - 1994 |
| Union Magdalena       | Colombia | 1994 - 1997 |
| Club Sportivo Luqueño | Paraguay | 1998 - 1999 |
| Olimpia               | Paraguay | 2000        |
| Club 12 de Octubre    | Paraguay | 2001        |
| Recoleta              | Paraguay | 2002        |
| Sol de America        | Paraguay | 2003 - 2004 |
| Club 12 de Octubre    | Paraguay | 2004        |
| Guarani               | Paraguay | 2005 - 2006 |

### Como entrenador
| Club                       | País     | Año         |
| -------------------------- | -------- | ----------- |
| Guarani (inferiores)       | Paraguay | 2011 - 2012 |
| Cerro Porteño (inferiores) | Paraguay | 2016 - 2017 |
| Sportivo Luqueño (asist)   | Paraguay | 2021 - 2023 |

## Selección nacional
| Competicion       | Equipo                | Año  |
| ----------------- | --------------------- | ---- |
| Copa América 1993 | Selección de Paraguay | 1993 |